# Resultados do Carnaval da Baixada Santista em 2018
Esta é uma lista de Resultados do Carnaval da Baixada Santista em 2018. Em Santos, onde o desfile de escolas de samba acontece uma semana antes do Carnaval propriamente, a campeã foi a União Imperial, que não vencia há 21 anos.

## Santos

### Grupo Especial

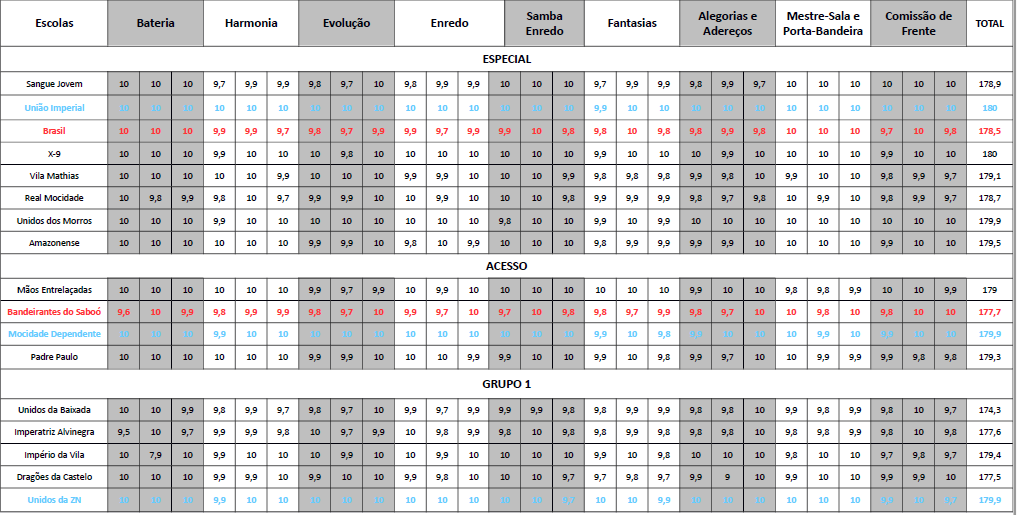
Resultados do Carnaval de Santos em 2018

Grupo Especial
- [1]

| Colocação | Escola              | Pontos |           |
| --------- | ------------------- | ------ | --------- |
| 1º        | União Imperial      | 180,0  | Campeã    |
| 2º        | X-9                 | 180,0  |           |
| 3º        | Unidos dos Morros   | 179,9  |           |
| 4º        | Mocidade Amazonense | 179,5  |           |
| 5º        | Vila Mathias        | 179,1  |           |
| 6º        | Sangue Jovem        | 178,7  |           |
| 7º        | Real Mocidade       | 178,7  |           |
| 8º        | Brasil              | 178,5  | Rebaixada |

### Grupo de Acesso
- 1- Mocidade Dependente do Samba - 179,9
- 2-Padre Paulo
- 3-Mãos Entrelaçadas
- 4-Bandeirantes do Saboó

### Grupo 1
- 1- Unidos da Zona Noroeste -
- 2- Império da Vila
- 3- Imperatriz Alvinegra
- 4- Dragões do Castelo
- 5- Unidos da Baixada

## Guarujá
Não houve concurso.

## Praia Grande
Não houve desfile.

## Cubatão
Não houve desfile.